# Кандель (город)
Кандель (нем. Kandel) — город в Германии, в земле Рейнланд-Пфальц.
Входит в состав района Гермерсхайм. Подчиняется управлению Кандель. Население составляет 8427 человек (на 31 декабря 2010 года). Занимает площадь 26,64 км². Официальный код — 07 3 34 013.
Город подразделяется на 3 городских района.

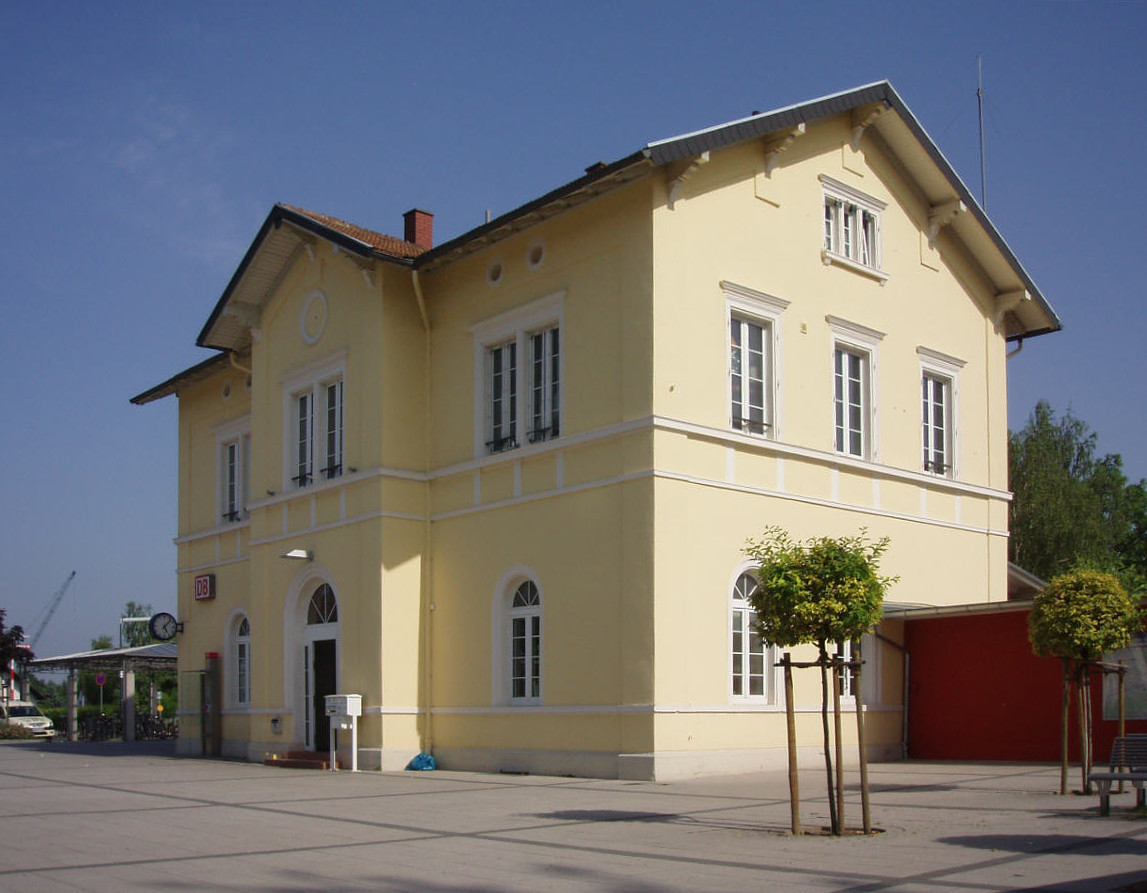
Вокзал